# Boca del Río, Texistepec
Boca del Río är en ort i Mexiko.   Den ligger i kommunen Texistepec och delstaten Veracruz, i den sydöstra delen av landet, 500 km öster om huvudstaden Mexico City. Boca del Río ligger 13 meter över havet och antalet invånare är 393.
Terrängen runt Boca del Río är mycket platt. Runt Boca del Río är det ganska glesbefolkat, med 29 invånare per kvadratkilometer. Närmaste större samhälle är Hidalgotitlán, 9,3 km nordost om Boca del Río. Trakten runt Boca del Río består till största delen av jordbruksmark.